# 马特拉布达克钦乌帕齐拉
马特拉布达克钦乌帕齐拉（英語：Matlab Dakshin Upazila）是孟加拉国吉大港專區堅德布爾縣的乌帕齐拉，位于23°21′00″N 90°42′30″E / 23.3500°N 90.7083°E，总面积为131.69平方千米。
包括马特拉布达克钦乌帕齐拉与马特拉布沃特尔在内的马特拉布地区，是孟加拉国国际腹泻疾病研究中心的主要农村地区，该项目也是世界上运行时间最长的健康项目。